# Asaka Seto
Asaka Seto (瀬戸 朝香 Seto Asaka; Seto, 12 dicembre 1976) è un'attrice giapponese che lavora alla Foster Management.
Ha vinto il premio come migliore attrice al 24° Yokohama Film Festival grazie al film Travail. È sposata con Yoshihiko Inohara dei V6.

## Serie TV
- Life (2007)
- Konya Hitori no Bed de (2005)
- Nyokei Kazoku (2005)
- Rikon Bengoshi 2 (2005)
- Ooku Dai-ishou
- Shin Yonige-ya Honpo
- Tengoku no Daisuke e (NTV, 2003)
- Mayonaka wa Betsu no Kao (2002, NHK)
- Netsuretsu Teki Chuuka Hanten
- Sayonara, Ozu Sensei
- Saimin (2000)
- P.S. Genki desu, Shunpei (1999)
- Boy Hunt
- Kamisan nanka kowakunai
- Narita rikon
- Tomodachi no koibito
- Boku ga boku de aru tame ni
- Age 35 koishikute
- Miss Diamond
- Owaranai natsu
- Tokyo daigaku monogatari
- Kimi to ita natsu
- Sweet Home
- Mou namida wa misenai
- Subarashiki kana jinsei

## Film
- Wangan Bad Boy Blue (1992)
- Nozokiya (1995)
- Sharan-Q no enka no hanamichi (1997)
- Bullets of Love (2001)
- Travail (2002)
- One Missed Call 2 b.k.a. Chakushin ari 2/ 着信アリ２ (2005)
- 2/2 (2005)
- Death Note - Il film (2006) (Naomi Misora)
- I Just Didn't Do It/ Soredemo boku wa yattenai (2006)
- Kaidan (2007)
- L change the WorLd (2008) (Naomi Misora)
- Dive!! (2008)

## CM
- Maybelline New York (2002)
- Kodak (1996)
- TDK (1992)